# Ferreira Gomes
 Ferreira Gomes es un municipio de Brasil, situado en el centro del estado de Amapá. Su población estimada en 2006 es de 6.714 habitantes y su extensión es de 5.047 km², lo que da una densidad de población de 0,78 hab/km².
Limita con los municipios de Pracuúba y Tartarugalzinho al norte, Cutias al este, Macapá al sudeste, Porto Grande al sudoeste y Serra do Navio al noroeste.
- Datos: Q1647054
- Multimedia: Ferreira Gomes / Q1647054